# Jean-Yves Tadié
Jean-Yves Tadié (Boulogne-Billancourt, 7 settembre 1936) è un docente e critico letterario francese.

## Biografia
Jean-Yves Tadié nasce a Boulogne-Billancourt nel 1936. Allievo dell'École normale supérieure di Rue d'Ulm (Parigi), dove ottiene il dottorato, ha poi insegnato alla Sorbonne, con incarichi anche all'Università di Oxford (All Souls College, in qualità di Marshal Foch Professor di letteratura francese), all'Università del Cairo, all'Università di Alessandria d'Egitto e a quella di Yaoundé. È stato direttore dell'Institut français di Londra ed è da oltre un decennio vice-presidente della Société des amis de Marcel Proust.
Noto fin dal 1959 quale studioso di Marcel Proust, ne ha scritto un'ampia biografia nel 1996, dopo aver curato l'edizione del 1987 della Recherche presso la Bibliothèque de la Pléiade di Gallimard (edizione premiata dalla Académie française), le Lettres a sa voisine dello stesso (2013), oltre alle opere di Nathalie Sarraute (nel 1996), a saggi e lettere di André Malraux e alla corrispondenza di Stéphane Mallarmé (Gallimard, 2019). Si è occupato anche di Alexandre Dumas e Walter Scott. È stato inoltre direttore delle collane Folio Classique e Folio Théâtre.
Con la moglie Arlette Khoury-Tadié hanno tre figli, Alexis, Benoît e Jérôme.

## Opere
- Introduction à la vie littéraire du XIXe siècle, Bordas, 1971, 1984, 2006.
- Lectures de Proust, Armand Colin, 1971.
- Proust et le roman, Gallimard, 1971, 1995.
- Le récit poétique, PUF, 1978; Gallimard, 1994, 2005.
- Le roman d'aventures, PUF, 1982, 1996, 2013.
- Proust, le dossier, Pierre Belfond, 1983.
- La critique littéraire au XXe siècle, Belfond, 1987, 1997.
- Études proustiennes I à VI, Gallimard, 1973-1988.
- Le roman au XXe siècle, Belfond, 1990, 1997, 2002.
- Portrait de l'artiste, Oxford University Press, 1991.
- Marcel Proust, biographie, Gallimard, 1996, 1999, trad. Federica Sossi, Proust, Milano: Il Saggiatore, 1985; Net, 2003; trad. Giovanni Bogliolo, Vita di Marcel Proust, Mondadori, 2022 ISBN 978-88-04-75572-2.
- Le sens de la mémoire (con Marc Tadié), Gallimard, 1999; trad. di Cristina Marullo Reedtz, Il senso della memoria, Bari: Dedalo, 2000 ISBN 978-88-22-00213-6.
- Proust, la cathédrale du temps, Gallimard, 1999.
- Marcel Proust: l'écriture et les arts (a cura di, in collaborazione con Florence Callu), Gallimard, 1999.
- Regarde de tous tes yeux, regarde!, Gallimard, 2005.
- Le Balbec normand de Marcel Proust, Cahiers du temps, 2005.
- De Proust à Dumas, Gallimard, 2006.
- La Littérature française: dynamique & histoire (con Jacqueline Cerquiglini-Toulet, Michel Delon, Françoise Mélonio, Bertrand Marchal, Jacques Noiray, Antoine Compagnon e altri), 2 voll., Gallimard, 2007.
- Le songe musical, Claude Debussy, Gallimard, 2008.
- Proust et ses amis (a cura di), Gallimard, 2010.
- La création littéraire au XIXe siècle, Armand Colin, 2011.
- Le lac inconnu. Entre Proust et Freud, Gallimard, 2012.
- Le roman d’hier à demain (con Blanche Cerquiglini), Gallimard, 2012.
- Le cercle de Marcel Proust (a cura di), 2 voll., Champion, 2015-2016.
- Marcel Proust. Croquis d'une épopée, Gallimard, 2019.
- André Malraux. Histoire d'un regard, Gallimard, 2020.
- Cahiers de l'Herne: Marcel Proust (a cura di), L'Herne, 2021.
- Proust e la società (Proust et la société, 2021), trad. di Roberta Capotorti, Collana Saggi, Roma, Carocci, 2022 ISBN 978-88-29-01445-3.